# African American Civil War Memorial
L'African American Civil War Memorial - posto all'angolo tra Vermont Avenue, la 10th Street e U Street a Washington - commemora il servizio di 209.145 soldati afroamericani, di circa 7.000 bianchi americani e 2.145 ispanici, oltre a 20.000 aggregati all'Union Navy non segregati, che hanno combattuto per l'Unione nella Guerra di secessione americana, per lo più tra i 175 reggimenti delle United States Colored Troops.
La scultura, The Spirit of Freedom, è un'opera in bronzo alta 9 piedi creata dall'artista Ed Hamilton di Louisville, commissionata dalla D.C. Commission on the Arts and Humanities nel 1993 e completata nel 1997. Il memoriale comprende un'isola pedonale con pareti curve a pannello corto con inscritti i nomi di coloro che hanno prestato servizio.
Il monumento si trova all'ingresso orientale della stazione di U Street sulla metropolitana di Washington, servita dalla Linea Gialla e dalla Linea Verde.